# Cock and Ball Torture
Cock and Ball Torture – niemiecki zespół grindcore`owy, znany też jako CBT utworzony w 1997 roku.

## Skład
- Sascha Pahlke - perkusja, wokal w nagraniach studyjnych
- Timo Pahlke - gitara basowa, wokal podczas koncertów
- Tobias Augustin - gitara elektryczna, wokal podczas koncertów

## Dyskografia

### Single
- 1998 - Cocktales (Shredded Records)
- 1999 - Veni, Vidi, Spunky split z Squash Bowels (Bizarre Leprous Productions)
- 2000 - Zoophilia split z Libido Airbag (Stuhlgang Records)
- 2000 - Anal Cadaver split z Grossmember (Noweakshit Records)
- 2001 - Barefoot and Hungry split z Disgorge (Lofty Storm Records)
- 2001 - Big Tits, Big Dicks split EP z Last Days of Humanity (Unmatched Brutality Records)
- 2001 - split z Filth, Negligent Collateral Collapse i Downthroat (Bizarre Leprous Productions)
- 2002 - Where Girls Learn to Piss on Command (Stuhlgang Records)

### Albumy
- 2000 - Opus(sy) VI (Shredded Records)
- 2002 - Sadochismo (Ablated Records)
- 2004 - Egoleech (Morbid Records)

### Kompilacje
- 2006 - A Cacophonous Collection (Obliteration Records)